# Lista över Portugals regenter

Portugals flagga från 1830 till 1910 då landet fortfarande var en monarki.

Detta är en lista över Portugals monarker, som omfattar kungar, regerande drottningar och tillfälliga prinsregenter.
Kungariket Portugal (som ersatte Grevskapet Portugal som fanns från år 868) fanns åren 1139–1910 och ersattes av första portugisiska republiken efter kungamordet i Lissabon 1908 och slutligen oktoberrevolutionen 1910.
Från 1910 har befattningen som Portugals president varit landets statschef.

## Ätter

### Ätten Burgund (1095-1385)
| Porträtt | Monark                         | Levnadstid               | Tillträde        | Frånträde        | Gemål                                        | Not                         |
| -------- | ------------------------------ | ------------------------ | ---------------- | ---------------- | -------------------------------------------- | --------------------------- |
|          | Henrik av Burgund              | 1066-1112                | 1095             | 1112             | Teresa av Leon                               | greve av Portugal           |
|          | Alfons I (Afonso I)            | från 1106 till 1111-1185 | 24 juni 1128     | 6 december 1185  | Maud av Savojen                              | kung av Portugal från 1139  |
|          | Sancho I                       | 1154-1211                | 6 december 1185  | 26 mars 1211     | Dulce av Aragonien                           |                             |
|          | Alfons II (Afonso II)          | 1185-1223                | 27 mars 1211     | 25 mars 1223     | Urraca av Kastilien                          |                             |
|          | Sancho II                      | 1209-1248                | 26 mars 1223     | 4 december 1248  | Mécia Lopes de Haro                          |                             |
|          | Alfons III (Afonso III)        | 1210-1279                | 4 januari 1248   | 16 februari 1279 | Matilda II av Boulogne Beatrice av Kastilien | (regent 1245–1248)          |
|          | Dionysius I (Dinis I)          | 1261-1325                | 16 februari 1279 | 7 januari 1325   | Elisabet av Portugal                         |                             |
|          | Alfons IV (Afonso IV)          | 1291-1357                | 7 januari 1325   | 28 maj 1357      | Beatrice av Kastilien                        |                             |
|          | Peter I (Pedro I)              | 1320-1367                | 28 maj 1357      | 18 januari 1367  | Inês de Castro (postumt erkänd)              |                             |
|          | Ferdinand I (Fernando I)       | 1345-1387                | 18 januari 1367  | 22 oktober 1383  | Leonor Telles                                |                             |
|          | Beatrice av Portugal (Beatriz) | 1373-1420                | 22 oktober 1383  | 6 april 1385     | Johan I av Kastilien                         | regerande drottning de jure |

### Ätten Aviz (1385-1580)
| Porträtt | Monark                    | Levnadstid | Tillträde         | Frånträde        | Gemål                                    | Not |
| -------- | ------------------------- | ---------- | ----------------- | ---------------- | ---------------------------------------- | --- |
|          | Johan I (João I)          | 1347-1433  | 6 april 1385      | 14 augusti 1433  | Filippa av Lancaster                     | Utomäktenskaplig son till Peter I (de facto regent 1383–1385)                                                              |
|          | Edvard I (Duarte I)       | 1391-1438  | 14 augusti 1433   | 9 september 1438 | Eleonora av Aragonien                    | |
|          | Alfons V (Afonso V)       | 1432-1481  | 13 september 1438 | 28 augusti 1481  | Isabella av Coimbra Juana la Beltraneja  | |
|          | Johan II (João II)        | 1455-1495  | 28 augusti 1481   | 25 oktober 1495  | Leonora av Viseu                         | |
|          | Manuel I                  | 1469-1521  | 25 oktober 1495   | 13 december 1521 | Isabella av Aragonien Maria av Aragonien | |
|          | Johan III (João III)      | 1502-1557  | 13 december 1521  | 11 juni 1557     | Katarina av Österrike                    | |
|          | Sebastian I (Sebastião I) | 1554-1578  | 11 juni 1557      | 4 augusti 1578   | ogift                                    | |
|          | Henrik I (Henrique I)     | 1512-1580  | 4 augusti 1578    | 13 januari 1580  | celibat                                  | Kardinal i katolska kyrkan                                                                                                 |
|          | Antonius I (António I)    | 1531-1595  | 24 juli 1580      | 25 augusti 1580  | Ana Barbosa                              | Utomäktenskaplig son till en av Manuel I:s söner. Besegrades i slaget vid Alcântara, styrde som kung på Terceira till 1583 |

Därefter utbröt Portugisiska tronföljdskriget

### Ätten Habsburg (1581-1640)
Spaniens kung Filip I, som var dotterson till Manuel I av Portugal, krävde att även vara kung av Portugal när Henrik I avled utan någon tronarvinge på svärdssidan. Den Iberiska unionen var endast en personalunion. De tre spanska kungarna på Portugals tron hade i Portugal ett lägre regentnummer än Spanien, dvs Filip II av Spanien var i Portugal benämnd som Filip I etc.
| Porträtt | Monark                 | Levnadstid  | Tillträde         | Frånträde         | Gemål                  | Not |
| -------- | ---------------------- | ----------- | ----------------- | ----------------- | ---------------------- | --- |
|          | Filip I (Filipe I)     | (1527-1598) | 17 april 1581     | 13 september 1598 | Anna av Österrike      |     |
|          | Filip II (Filipe II)   | (1578-1621) | 13 september 1598 | 31 mars 1621      | Margareta av Österrike |     |
|          | Filip III (Filipe III) | (1605-1655) | 31 mars 1621      | 1 december 1640   | Elisabet av Frankrike  |     |

Personalunionen med Spanien upphörde med Portugisiska restaurationskriget

### Ätten Bragança (1640-1853)

Konungariket Portugals statsvapen 1640-1910.

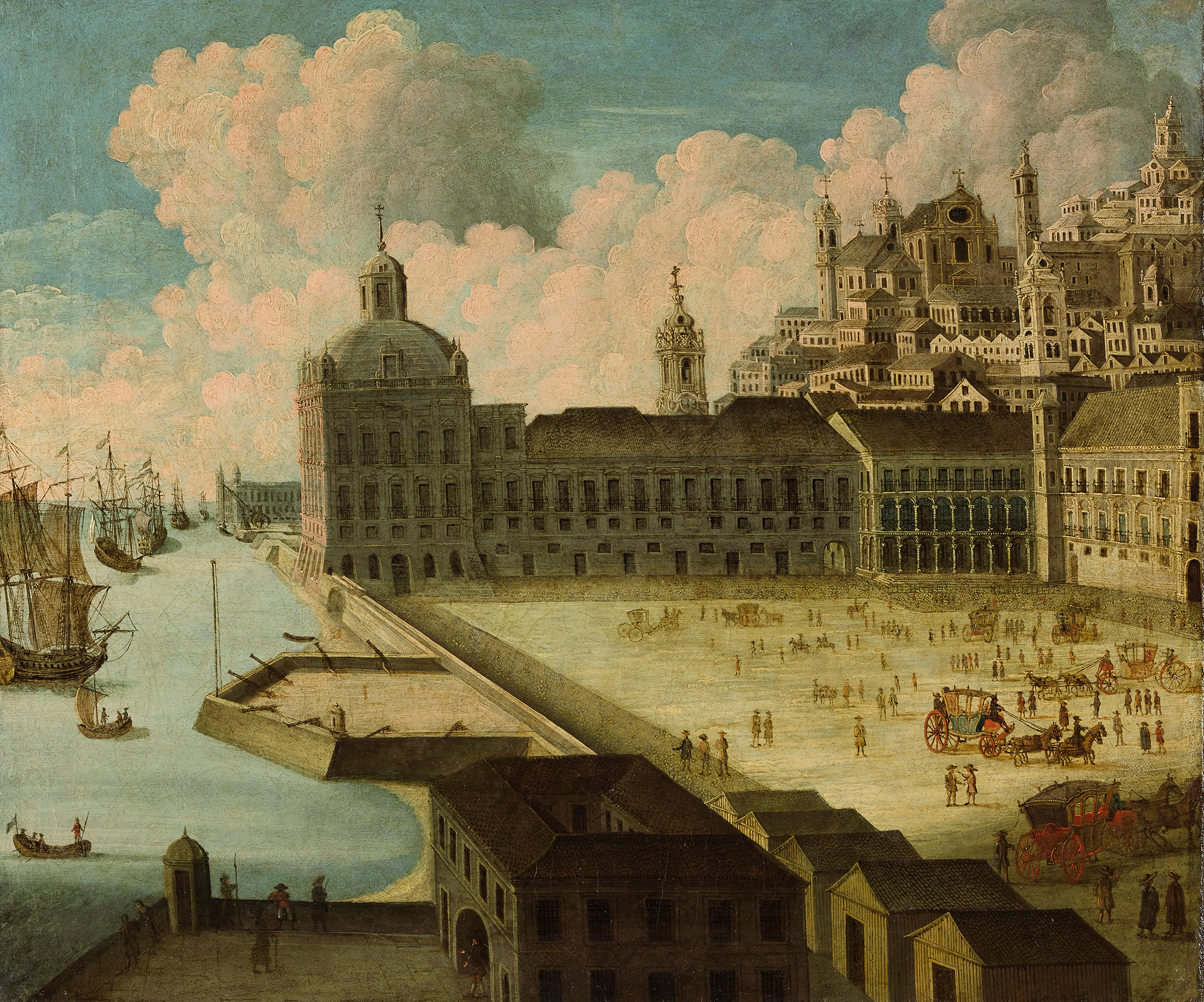
Målning av Ribeirapalatset alldeles intill Tajo i centrala Lissabon (platsen för nutidens Praça do Comércio), innan det förstördes i jordbävningen 1755.

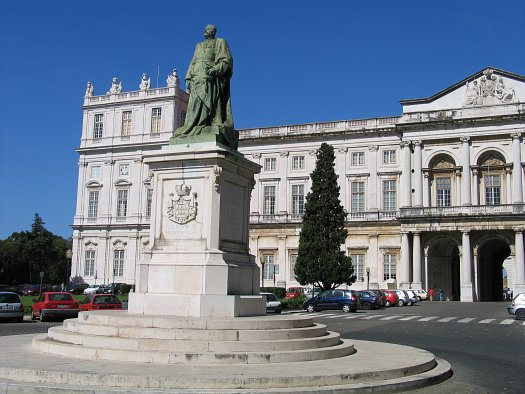
Det aldrig helt färdigställda Ajudapalatset i Lissabon med staty av Karl I. Palatset uppfördes efter jordbävningen 1755 och togs i bruk 1795.

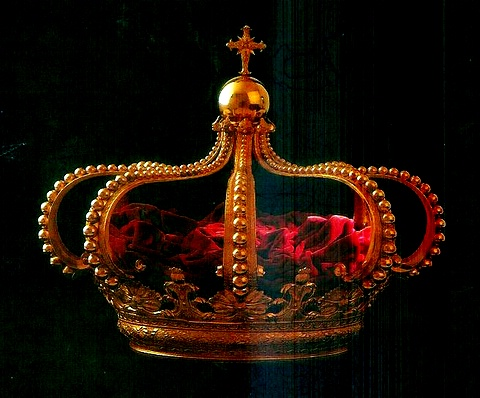
Johan VI:s kungakrona från 1817.

| Porträtt | Monark                | Levnadstid | Tillträde         | Frånträde         | Gemål                                                          | Not |
| -------- | --------------------- | ---------- | ----------------- | ----------------- | -------------------------------------------------------------- | --- |
|          | Johan IV (João IV)    | 1604-1656  | 1 december 1640   | 6 november 1656   | Luisa de Guzmán                                                | Barnbarns barnbarn till Manuel I |
|          | Alfons VI (Afonso VI) | 1643-1683  | 6 november 1656   | 12 september 1683 | Maria Francisca av Nemours                                     | |
|          | Peter II (Pedro II)   | 1648-1706  | 12 september 1683 | 9 december 1706   | Maria Francisca av Nemours Maria Sofia av Neuburg              | |
|          | Johan V (João V)      | 1689-1750  | 9 december 1706   | 31 juli 1750      | Maria Anna av Österrike                                        | |
|          | Josef I (José I)      | 1714-1777  | 31 juli 1750      | 24 februari 1777  | Mariana Victoria av Spanien                                    | |
|          | Maria I               | 1734-1816  | 24 februari 1777  | 20 mars 1816      | Peter III (titulärkung)                                        | |
|          | Johan VI (João VI)    | 1767-1826  | 20 mars 1816      | 10 mars 1826      | Charlotta Joakima av Spanien                                   | |
|          | Peter IV (Pedro IV)   | 1798-1834  | 10 mars 1826      | 2 maj 1826        | Maria Leopoldina av Österrike                                  | Kejsare av Brasilien 1822-1831 |
|          | Maria II              | 1819-1853  | 2 maj 1826        | 23 juni 1828      | ogift                                                          | (första gången) |
|          | Mikael I (Miguel I)   | 1802-1866  | 11 juli 1828      | 26 maj 1834       | Gifte sig senare i exil                                        | Farbror till Maria II, riksföreståndare åt sin minderåriga sondotter och påtänkt gemål, lät genom en statskupp utropa sig till enväldig kung. |
|          | Maria II              | 1819-1853  | 26 maj 1834       | 15 november 1853  | August av Leuchtenberg (prinsgemål) Ferdinand II (titulärkung) | Återinsattes efter Portugisiska inbördeskriget.                                                                                               |

### Ätten Bragança-Coburg (1853-1910)
| Porträtt | Monark                 | Levnadstid | Tillträde        | Frånträde        | Gemål                                 | Not   |
| -------- | ---------------------- | ---------- | ---------------- | ---------------- | ------------------------------------- | ----- |
|          | Peter V (Pedro V)      | 1837–1861  | 15 november 1853 | 11 november 1861 | Stephanie av Hohenzollern-Sigmaringen | [ 7 ] |
|          | Ludvig I (Luís I)      | 1838–1889  | 11 november 1861 | 19 oktober 1889  | Maria Pia av Italien                  | [ 8 ] |
|          | Karl I (Carlos I)      | 1863–1908  | 19 oktober 1889  | 1 februari 1908  | Amélie av Bourbon-Orléans             | [ 9 ] |
|          | Emanuel II (Manuel II) | 1889–1932  | 1 februari 1908  | 5 oktober 1910   | Ogift som regerande kung              |       |

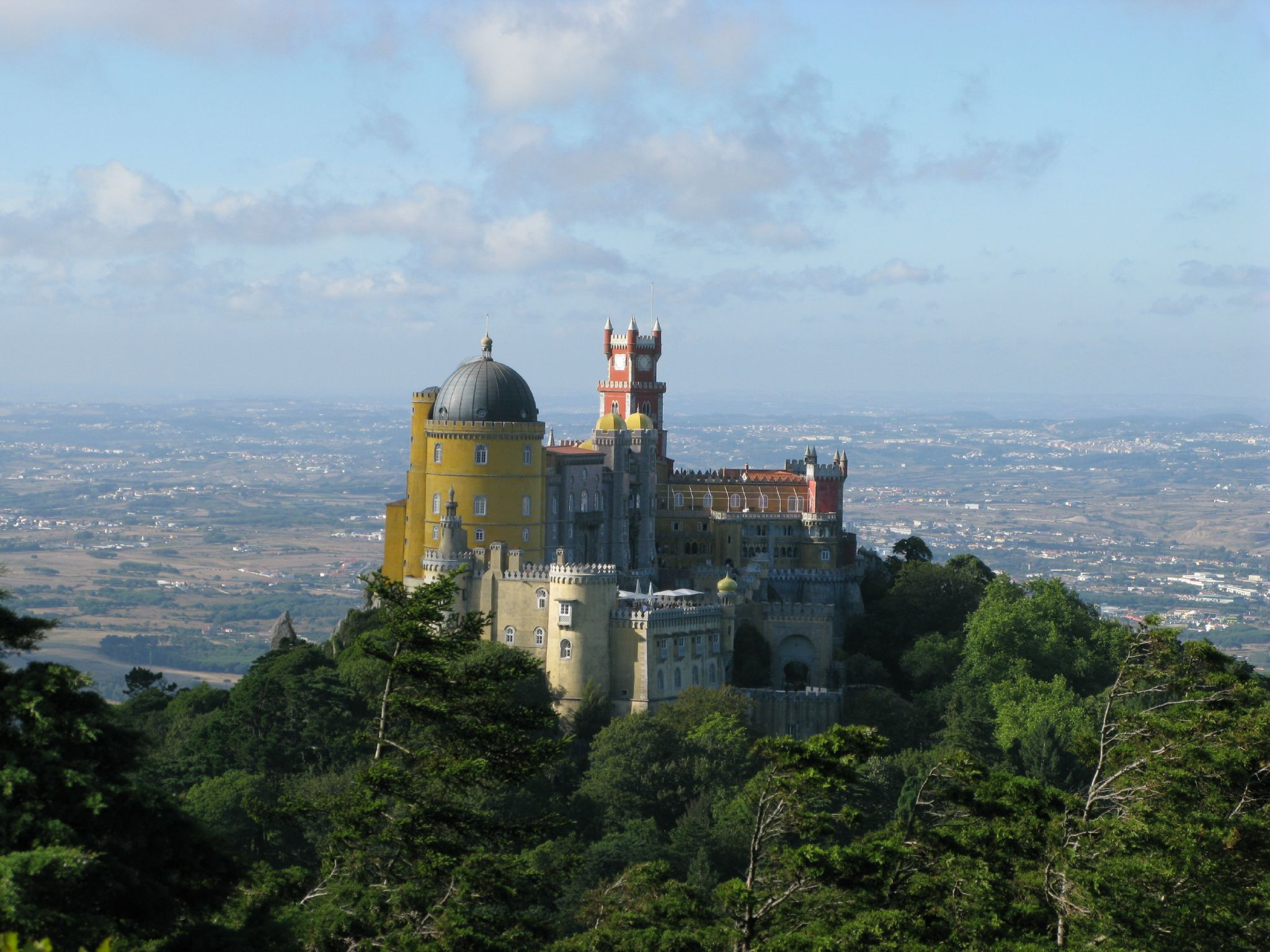
Penapalatset utanför Sintra restes mellan 1850 och 1854, på platsen för ett förfallet kloster, efter initiativ av Ferndinand II, gemål till regerande drottning Maria II, och användes därefter som sommarresidens. Penapalatset är ett av Portugals mest besökta turistmål och det kringliggande området på över 900 hektar är sedan 1995 av Unesco utsett till ett världsarv.

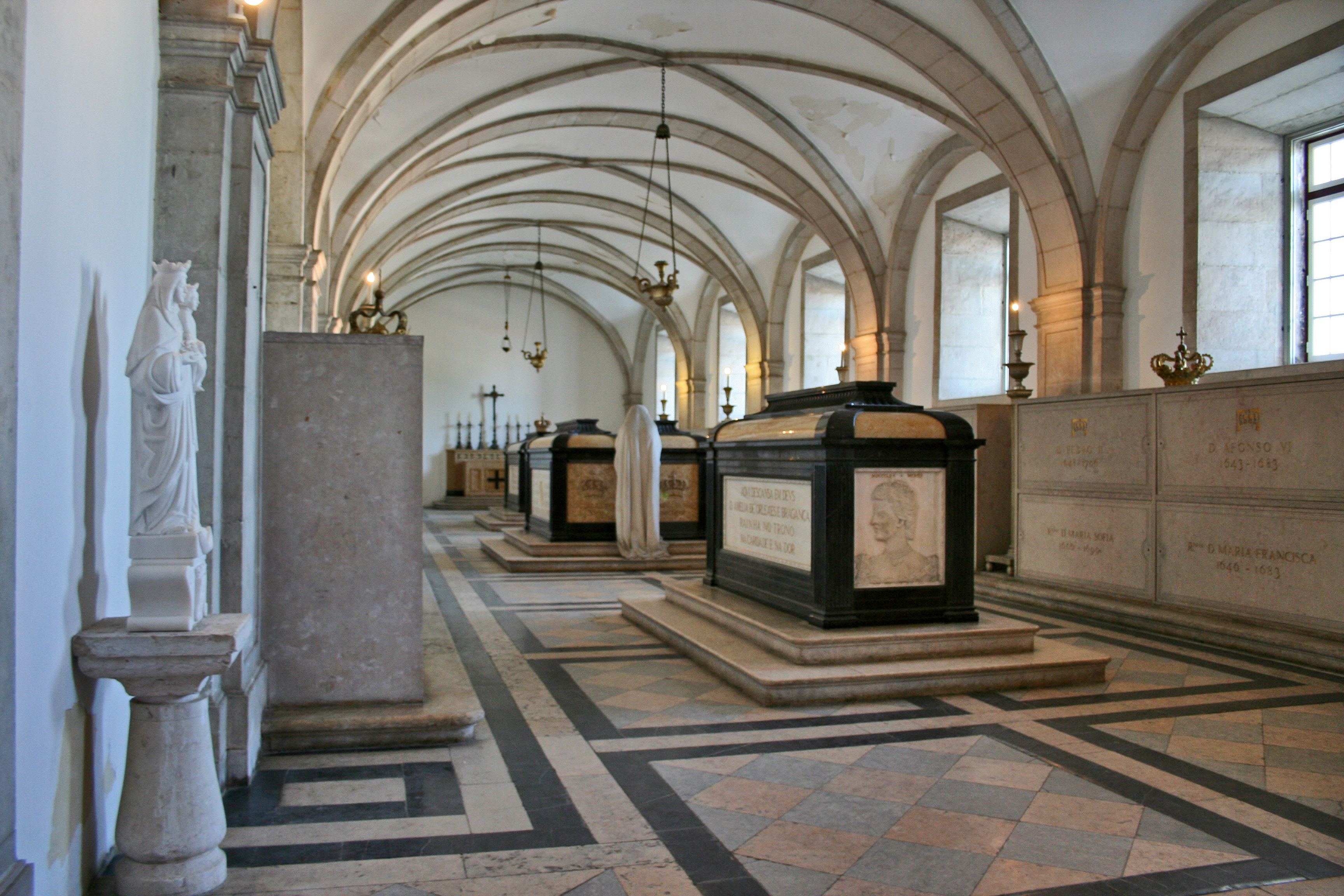
Den kungliga gravkoret för Husen Bragança och Bragança-Coburg i klostret São Vicente de Fora i Lissabon.

Monarkin ersattes av första portugisiska republiken efter Oktoberrevolutionen 1910.

## Tronpretendent
Duarte Pio, hertig av Bragança (född 1945), son till Duarte Nuno, hertig av Bragança (1907-1976), son till Mikael, hertig av Bragança (1853-1927) som var ende sonen till den avsatte Mikael I, är sedan 1976 tronpretendent.